# Agustín Fernández Muñoz
Don Agustin Fernando Muñoz y Sánchez, in spagnolo: Don Agustín Fernández Muñoz, I duca di Riánsares, I marchese di San Agustín, I duca di Montmorot, grande di Spagna e pari di Francia (Tarancón, 4 maggio 1808 – Sainte-Adresse, 11 settembre 1873), è stato un nobile e militare spagnolo, secondo marito (morganatico) di Maria Cristina di Borbone-Due Sicilie, regina reggente di Spagna.

## Biografia

### Infanzia
Muñoz nacque a Tarancón nella provincia di Cuenca nella Nuova Castiglia. Suo padre era concessionario di un estanco o ufficio per la vendita del tabacco del monopolio di Stato.

### Matrimonio con la Reggente di Spagna
Muñoz si arruolò nella guardia reale e richiamò l'attenzione della regina. Secondo una versione, si distinse fermando i cavalli imbizzarriti della sua carrozza; secondo un'altra versione, non fece altro che raccogliere il suo fazzoletto; è stata altresì fornita una terza e scandalosa spiegazione della sua fortuna. Quello che è certo è che la regina lo sposò privatamente, poco dopo la morte di suo marito Ferdinando VII il 29 settembre 1833.
Rendendo noto il proprio matrimonio, Maria Cristina avrebbe dovuto abbandonare la reggenza, ma le sue relazioni con Muñoz erano perfettamente conosciute da tutti. Quando il 13 agosto 1836 i soldati di turno al palazzo d'estate, La Granja, si ribellarono e obbligarono la reggente a concedere una costituzione, si diffuse l'idea, ancorché sbagliata, che essi vinsero la sua riluttanza sequestrando Muñoz, il quale veniva chiamato il suo guapo o fancy man, e minacciando di fucilarlo. Quando nel 1840 la regina trovò la propria posizione insostenibile e lasciò il paese, Muñoz fuggì con lei e il matrimonio fu pubblicato; dopo la cacciata di Baldomero Espartero nel 1843, la coppia tornò.

### Riconoscimento pubblico del matrimonio
Nel 1844, la regina Isabella II, che nel frattempo era stata riconosciuta in età di regnare, approvò il matrimonio della madre, che fu celebrato pubblicamente. Muñoz fu nominato duca di Riansares e Cavaliere dell'Ordine del Toson d'oro. Da Luigi Filippo, re di Francia, fu fatto duca di Mont-Morot e gli fu attribuita la Gran croce della Legion d'Onore.
Fintantoché sua moglie non fu espulsa definitivamente dalla Spagna dai moti rivoluzionari del 1854, si racconta in modo credibile che il duca si era dedicato ad accumulare una fortuna considerevole tramite concessioni ferroviarie e giudiziose speculazioni in borsa. Non ebbe alcuna ambizione politica e si dice che avesse rifiutato persino la corona dell'Ecuador. Tutte le fonti concordano nel fatto che non era soltanto attraente, ma anche gentile ed educato. Morì cinque anni prima di sua moglie in esilio a Le Havre, l'11 settembre 1873.

## Discendenza
Il Duca Muñoz e Maria Cristina di Borbone-Due Sicilie ebbero diversi figli:
- Maria Amparo, I contessa di Vista Alegre (17 novembre 1834 - 19 agosto 1864) sposò il Principe Władysław Czartoryski (1828–1894)
- Maria de los Milagros, I marchesa di Castillejo (8 novembre 1835 - 9 luglio 1903) sposò Filippo Massimiliano Del Drago Biscia Gentili, II principe di Mazzano ed Antuni.
- Augustin, I duca di Tarancón (15 marzo 1837 - 15 luglio 1855)
- Fernando Muñoz, II duca di Riansares e Tarancón (27 aprile 1838 - 7 dicembre 1910) sposò Eladia Bernaldo de Quirós y Gonzalez de Cienfuegos (1839–1909).
- Maria Christina Muñoz, marchesa di La Isabella (19 April 1840 – 20 December 1921) sposò Jose Maria Bernaldo de Quirós y Gonzalez de Cienfuegos, marchesa de Campo Sagrado (1840–1911).
- Juan Muñoz, conte di Recuerdo (29 agosto 1844 - 2 aprile 1863)
- José Muñoz, conte di Gracia (21 dicembre 1843 - 17 dicembre 1863)